# Tribunal Superior de Justicia de Madrid
El Tribunal Superior de Justicia de Madrid (TSJM) es el máximo órgano del poder judicial en la Comunidad de Madrid (España). Tiene su sede en la ciudad de Madrid.

## Historia
Su antecedente más directo fueron las antiguas Audiencias Territoriales nacidas en 1812. El Tribunal Superior de Justicia de Madrid fue creado en 1985 a partir del artículo 26 de la Ley Orgánica del Poder Judicial, constituyéndose el 23 de mayo de 1989.

## Competencias
El Tribunal Superior de Justicia de Madrid es el órgano jurisdiccional en que culmina la organización judicial en la comunidad autónoma, sin perjuicio de la competencia que corresponde al Tribunal Supremo.

## Salas
El alto tribunal madrileño se divide en los siguientes departamentos:
- Sala de Gobierno
- Sala de lo Civil y Penal
- Sala de lo Contencioso-Administrativo
- Sala de lo Social

## Sede
El TSJM tiene su sede en el madrileño barrio de Justicia de la capital de España, junto a otras instituciones del ámbito judicial.

## Presidencia
El actual presidente del Tribunal Superior de Justicia de Madrid, es, desde el 18 de marzo de 2019, Celso Rodríguez Padrón. 
El Tribunal Superior de Justicia de Madrid ha tenido los siguientes presidentes a lo largo de su historia:
| Presidentes del Tribunal Superior de Justicia de Madrid | Presidentes del Tribunal Superior de Justicia de Madrid | Presidentes del Tribunal Superior de Justicia de Madrid | Presidentes del Tribunal Superior de Justicia de Madrid | Presidentes del Tribunal Superior de Justicia de Madrid | Presidentes del Tribunal Superior de Justicia de Madrid |
| ------------------------------------------------------- | ------------------------------------------------------- | ------------------------------------------------------- | ------------------------------------------------------- | ------------------------------------------------------- | ------------------------------------------------------- |
| Periodo                                                 | Presidente                                              |                                                         |                                                         |                                                         |                                                         |
| 1989-1992                                               | Clemente Auger Liñán                                    |                                                         |                                                         |                                                         |                                                         |
| 1993-1996                                               | José Mateo Díaz                                         |                                                         |                                                         |                                                         |                                                         |
| 1997-2009                                               | Javier María Casas Estévez                              |                                                         |                                                         |                                                         |                                                         |
| 2009-20/12/2018                                         | Francisco Javier Vieira Morante                         |                                                         |                                                         |                                                         |                                                         |
| 20/12/2018-18/03/2019                                   | Juan Pedro Quintana Carretero (en funciones)            |                                                         |                                                         |                                                         |                                                         |
| 18/03/2019-actualmente                                  | Celso Rodríguez Padrón                                  |                                                         |                                                         |                                                         |                                                         |
| Fuente:Tribunal Superior de Justicia de Madrid          |                                                         |                                                         |                                                         |                                                         |                                                         |